# Jurka vas
Jurka vas is een plaats in Slovenië en maakt deel uit van de gemeente Straža in de NUTS-3-regio Jugovzhodna Slovenija. De plaats telde 165 inwoners op 1 januari 2020.